# Hermanus Johannes Voerman
Hermanus Johannes Voerman (kortweg H.J. Voerman) (Den Haag, 29 juli 1885 – Den Haag, 18 november 1962) was een Nederlands fagottist en violist.
Hij was zoon van Maria Alida ’t Hoofd en violist Herman Voerman. Hijzelf trouwde met Johanna Frederika Goldberg, scheidde en hertrouwde met Jannigje van Eck.
Voerman leerde viool spelen aan het Haags Conservatorium bij Laurent Angenot, maar kreeg van directeur Henri Viotta het verzoek om een  houtblaasinstrument te gaan spelen. Op aanraden van zijn vader werd het fagot bij Cornelis van Heyst, alhoewel de zoon er weinig heil in zag. Tijdens zijn studie was Viotta namelijk al bezig met de samenstelling van een nieuw symfonieorkest: het Residentie Orkest. Viotta nam de toen nog leerling fagot en viool mee naar dat orkest, waarbij Voerman als fagottist naast Van Heyst en als violist naast Angenot kwam te zitten. Viotta stelde Voerman nog meer op prijs toen die ook de contrafagot wilde gaan bespelen. Voerman zou op dat instrument vele uitvoeringen geven van L’apprenti sorcier van Paul Dukas, een populair werk bij het orkest. Voerman vierde zijn 40-jarig jubileum als beroepsmusicus gelijk met het orkest.